# Viișoara (Glodeni)
Viişoara è un comune della Moldavia situato nel distretto di Glodeni di 2.010 abitanti al censimento del 2004.

## Località
Il comune è formato dall'insieme delle seguenti località (popolazione 2004):
- Viişoara (1.504 abitanti)
- Moara Domnească (506 abitanti)